# Vrdnik
Vrdnik (mađ. Rednek) je naselje u općini Irig u Srijemskom okrugu u autonomnoj pokrajini Vojvodini, Srbija.

## Zemljopis
Naselje se razvilo na stranama dolinskih potoka što daje terenu valovit izgled. Vrdnik se nalazi na nadmorskoj visini od 181 do 260 metara. Fruškogorski vijenac ga štiti od udara sjevernih hladnih zračnih masa, zbog čega je u Vrdniku klima toplija nego u nekim susjednim srijemskim mjestima koja su znatno južnije, ali su izložena sjevernim zračnim strujanjima.
Zemljopisni položaj je 45° 07′ 22" sjeverne zemljopisne širine i 19° 47′ 26" istočne zemljopisne dužine.

## Povijest
Područje je bilo naseljeno još u starorimskom dobu, o čemu svjedoče temelji nekadašnjeg obrambenog objekta, danas kulturnog spomenika, Vrdničke kule. Dao ju je sagraditi starorimski car Prob 287. U 14. stoljeću se napravila utvrda Castellum Redneck na mjestu starorimskog objekta, prema podatcima mađarskih povjesničara. Svrha ove utvrde je bila štititi Vrdnik od osvajačkih napada, ali djelimice i Mitrovice.
Vrdnik se prvi put spominje 1315. kao tvrđava Vrdnik, a drugi put tek 1702. godine.
Dugo se razvijao uz manastir Mala Ravanica, a većinsko stanovništvo činili su doseljenici sa svih strana, koji su predstavljali najamnu radnu snagu (kmetovi) na manastirskim imanjima.
Razvitku ovog sela je najviše pridonijelo kad se otkrilo nalazište mrkog ugljena odnosno kad ga se počelo vaditi. Rudnik ugljena Vrdnik je počeo raditi 1804. i bio je jednim od jedan od najstarijih na području Jugoslavije. Početkom 20. st. zbog toga mnoge su hrvatske i obitelji drugih nacionalnosti doselile u Vrdnik. 80% rudara bili su Hrvati i Slovenci. Poslije rata mnoge od tih obitelji vratile su se u matične zemlje. Ugljen se vadilo sve do 1968. Prvotno je rudnik pripadao manastiru, a kasnije ga je od monaha kupio grof Pejačević iz Rume. 
Od 1908. do 1954. je u Vrdniku radila jedna od najjačih termoelektrana na području današnje Vojvodine.
17. kolovoza 2009. osnovana je prva udruga s hrvatskim predznakom u Vrdniku, HKUD Sv. Barbara. 17. rujna 2011. u prostorijama kapele sv. Barbare osnovana je nova mjesna organizacija podružnice DSHV „Srijem“.

## Znamenitosti
U mjestu postoji rimokatolička kapela Svete Barbare u kojoj dvaput mjesečno gostujući svećenik služi svetu misu.

## Kultura
17. kolovoza 2009. u Vrdniku je održana je osnivačka skupština udruge s hrvatskim predznakom Hrvatskog kulturno-umjetničkog društva »Sveta Barbara«.

## Stanovništvo
Početkom 20. stoljeća Hrvati su dolazili u Vrdnik da bi se zaposlili u rudniku mrkoga ugljena i 80% rudara bili su Hrvati i Slovenci.
Nakon drugog svjetskog rata je broj stanovnika rastao sve do 1961., nakon čega opada. Više je uzroka, a najznačajniji su zatvaranje važnog gospodarskog subjekta, rudnika te seobe radne snage i preseljavanje u veće gradove. Kasnije je i niži priraštaj ostavio traga.
U Vrdniku je bio veliki broj doseljenika iz Češke, Slovačke, Mađarske i Slovenije. Nakon 1945. se mnoštvo tih doseljenika vratilo u matične zemlje. 
1991. je u Vrdniku živjelo 3495 st., a 2002. je u Vrdniku živjelo 3704 stanovnika. 
Po stanju od 2002., većinsko stanovništvo su Srbi, kojih je preko 74%. Slijede Hrvati kojih je 4,8%, stanovnici koji su se izjasnili kao Jugoslaveni - 3,5%, Mađari, kojih ima 2,3%, Slovenci kojih je 2,1%, Crnogoraca je 1,1%, a ostali narodi ne prelaze 1% pojedinačno.

### Poznate osobe
- Franjo Ožegović, hrv. geolog
- Milica Stojadinović Srpkinja, srp. književnica
- Aleksandar Berček, srpski glumac.

## Vanjske poveznice
- (srp.) Manastiri, Fruška Gora, Vrdnik
- Vrdnik  Arhivirana inačica izvorne stranice od 19. lipnja 2009. (Wayback Machine) na fallingrain.com
- (srp.) O Vrdniku  Arhivirana inačica izvorne stranice od 13. ožujka 2007. (Wayback Machine)
- (srp.) Fruškogorski manastiri  Arhivirana inačica izvorne stranice od 28. prosinca 2008. (Wayback Machine)